# 8050 Beishida
A 8050 Beishida (ideiglenes jelöléssel 1996 ST) a Naprendszer kisbolygóövében található aszteroida. A Beijing Schmidt CCD Asteroid Program keretében fedezték fel 1996. szeptember 18-án.